# Блексплуатаційне кіно

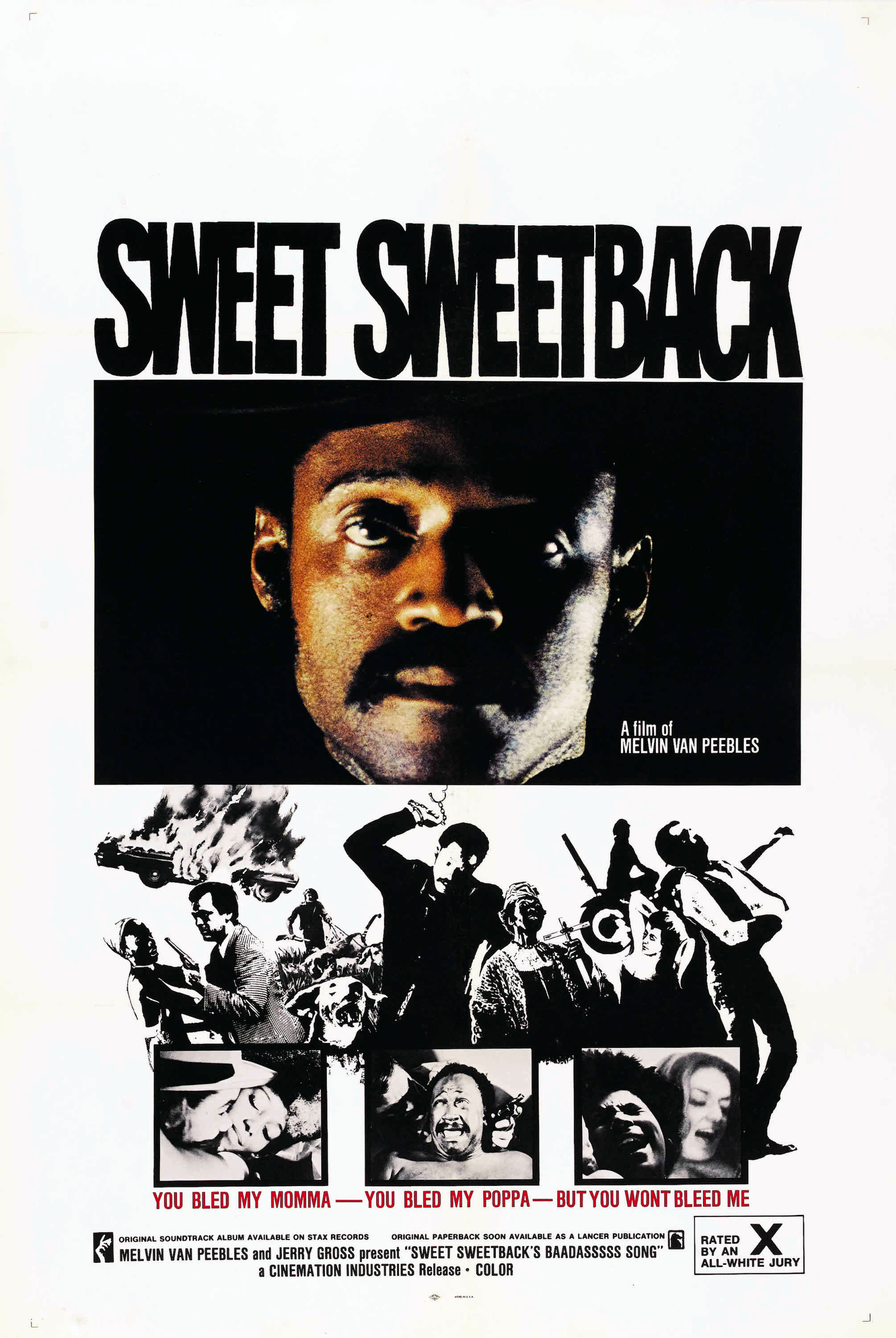
Плакат культового фільму «Sweet Sweetback's Baadasssss Song» (1971)

Блексплуатаційне кіно або блексплуатейшен (англ. Blaxploitation чи Blacksploitation) — піджанр експлуатаційного кіно, який спекулював на расових проблемах американського суспільства. З'явився у США на початку 1970-х років. Більшість персонажів блексплуатаційних фільмів — чорні злочинці, які чинять опір «системі». Фільми цього піджанру, хоча й набули популярність, але зазнали критики за непропорційну кількість стереотипних сюжетних ліній та персонажів з доволі негативною чи сумнівною мотивацією. Однак блексплуатейшен все ж входить до числа перших напрямів кіно, у яких чорні персонажі та групи персонажів є головними героями, а не антагоністами чи другорядними персонажами з кількома репліками. Виникнення цього піджанру певним чином відобразило переосмислення расових відносин у 1970-х роках в американському суспільстві.
Фільми у жанрі блексплуатейшен спочатку були спрямовані на урбанізовану афроамериканську аудиторію, яка згодом значно розширилася. Голлівуд усвідомив потенційний прибуток від розширення аудиторії блексплуатаційних фільмів, якщо вони вийдуть за суто етнічні рамки, та доволі активно використовував цей піджанр.
Variety називає фільми «Sweet Sweetback's Baadasssss Song» та «Шафт» (обидва 1971 року) першими стрічками цього піджанру. Також у блексплуатаційних фільмах вперше використали як саундтрек музику фанк та соул.

## Визначення
Події блексплуатаційних фільмів переважно відбуваються на Північному Сході США або Західному узбережжі, у бідних міських кварталах. У фільмах, події яких розгортаються на Півдні США, радше торкаються таких соціальних явищ, як рабство та змішані шлюби. Фільми цього жанру часто доволі відверті та провокативні у висловлюваннях, в демонстрації насильства, сексу, торгівлі наркотиками тощо. Фільми зазвичай зображують чорних героїв, які долають стереотипи білої більшості, що пригнічує та експлуатує чорну меншість.
Блексплуатейшен, як піджанр, може бути частиною кримінальних стрічок («Фоксі Браун»), фільмів про бойові мистецтва («Три негідники»), вестернів («Босс Ніґґер»), горрорів («Еббі», «Блакула»), фільмів про тюрми («Пенітенціар»), комедій («Суботній вечір в центрі міста»), ностальгічних фільмів («П'ятірка з чорної сторони»), драм («Старша Школа Кулі», «Кукурудза, Граф і я»), та мюзиклів («Іскра»).
На тлі популярності блексплуатаційних фільмів у 1970-х роках, в інших стрічках почали з'являтися стереотипні чорні персонажі. Наприклад, гарлемська мафія у фільмі про Джеймса Бонда «Живи та дай померти» (1973), персонаж Джима Келлі у фільмі «Вихід Дракона» (1973) та персонаж Фреда Вільямсона у «Цей клятий бронепоїзд!» (1978).

## Стереотипи
Роль жанру у дослідженні та формуванні расових відносин у США доволі суперечлива. Одні вважають, що популярність блексплуатаційного кіно є ознакою набуття афроамериканською спільнотою більших можливостей (головні ролі, специфічна тематика тощо), інші звинувачують фільми у поширенні стереотипів щодо афроамериканців. Як результат, такі організації як NAACP, Південна християнська конференція лідерства та Національна міська ліга створили коаліцію проти блексплуатаційного кіно, що наприкінці 1970-их призвело до занепаду цього піджанру.
Однак, такі зразки жанру як «Мандінго» (1975), дали змогу провідним голлівудським продюсерам (в цьому випадку Діно Де Лаурентісу) зобразити у кіно рабство з усіма його жорстокими історичними та расовими реаліями.
Наприкінці 1980-х — початку 1990-х років з'явилась нова хвиля відомих чорних режисерів, зокрема Спайк Лі («Роби як треба»), Джон Сінглтон («Хлопці по сусідству») та Брати Г'юз («Загроза суспільству»), які зосередились на житті афроамериканських районів у своїх фільмах. Ці режисери використовували елементи блексплуатаційного кіно, включаючи опосередковану критику жанрового прославлення стереотипної «злочинної» поведінки.

## Пізніший вплив
Блексплуатейшен має величезний, але складний, вплив на американське кіно. Наприклад, кінорежисер й фанат експлуатаційного кіно Квентін Тарантіно використовує різні кліше жанру блексплуатейшен у своїх фільмах «Джекі Браун» (1997), «Убити Білла» (2003), та «Джанго вільний» (2012).
«Шафт» (2000) Джона Сінглтона з Семюелем Л. Джексоном у головній ролі — це сучасна інтерпретація класичного фільму про детектива Джона Шафта. Події фільму «Гангстер» (2007), що засновані на реальній історії героїнового дилера Френка Лукаса мають багато ознак цього жанру.
Блексплуатейшен суттєво вплинув на сучасну субкультуру хіп-хопу. Snoop Dogg, Ice-T, Too Short та інші прийняли популяризували блексплуатаційний персонаж «сутенера». Багато хіп-хоп пісень віддавали данину цьому персонажу — наприклад хіт 50 Cent — P.I.M.P. Зазвичай хіп-хоп виконавці сприяють відкритому зображенню сутенера у своїх музичних відеокліпах.
У 1980 році оперний режисер Пітер Селларс (не плутати його з актором Пітером Селлером) поставив оперу Моцарта «Дон Жуан» в блексплуатаційній інтерпретації, події якої перенесено до сучасного Гарлему, з афроамериканськими співаками, що виконують ролі вуличних злодіїв з усіма атрибутами сучасного кримінального світу — вогнепальною зброєю, наркотиками тощо. Пізніше запис опери був опублікований як платне відео на YouTube.
Події відеоігри 2016 року Mafia III відбуваються у 1968 році й обертаються навколо Лінкольна Клея, афроамериканської сироти змішаної раси, якого виховала чорна мафією. Після вбивства своєї прийомної родини італійською мафією Лінкольн Клей бажає помститись.
Пізніше такі фільми як «Я дістану тебе, покидьку», «Чорний динаміт» та «Єврейський молот» спародіювали блексплуатейшен як піджанр.
Культовий фільм «Гей-ніґґери з космосу» данського режисера, діджея та співака Мортена Ліндберга також певною мірою є пародією на блексплуатаційні фільми.

## Відомі блексплуатаційні фільми
- Чорні янголи (1970)
- Вони називають мене МІСТЕР Тіббс! (1970)
- Задушливою південною ніччю (1970)
- Бавовну привозять до Гарлему (1970)

- Sweet Sweetback's Baadasssss Song (1971)
- Шафт (1971)

- Хітмен (1972)
- Легенда про ніґґера Чарлі (1972)
- Душа ніґґера Чарлі (1972)
- Хаммер (1972)
- На 110-й вулиці (1972)
- Чорна мама, Біла мама (1972)
- Блакула (1972)

- Чорний Цезар (1973)
- Блекенштейн (1973)
- Клеопатра Джонс (1973)
- Коффі (1973)
- Детройт 9000 (1973)
- Живи та дай померти (1973)
- Мак (1973)
- Кричи, Блакула, кричи (1973)
- The Spook Who Sat by the Door (1973)
- Людина на ім'я Болт (1973)
- Чортівня у Гарлемі (1973)

- Еббі (1974)
- Чорний пояс Джонса (1974)
- Чорне око (1974)
- Чорний Хрещений батько (1974)
- Чорна шістка (1974)
- Фоксі Браун (1974)
- Три негідники (1974)
- Динаміт Джексон (1974)
- Разом брати (1974)
- Віллі Динаміт (1974)

- Чорне гестапо (1975)
- Чорний шампунь (1975)
- Босс Ніґґер (1975)
- Доктор Блек, містер Хайд (1975)
- Долемайт (1975)
- Мандінго (1975)
- Людина з мандариновими цукерками (1975)
- Ласкаво просимо додому Брат Чарльз (1975)

- Ебоні, Айворі та Джейд (1976)
- Людське Торнадо («Долемайт 2») (1976)

- Чорний кулак (1977)
- Чорний самурай (1977)

- Смертельний вимір (1978)

- Хрещений батько в стилі диско (1979)
- Пенітенціар (1979)

- Останній Дракон (1985)
- Я дістану тебе, покидьку (1988)
- Джексон на прізвисько мотор (1988)
- Справжні гангстери (1996)
- Джекі Браун (1997)
- Чорний динаміт (2009)